# Spedizione del Tirolo (1797)
La spedizione del Tirolo del 1797 venne effettuata nella primavera di quell'anno, durante le fasi finali della campagna d'Italia, quando Napoleone Bonaparte decise di sferrare l'attacco finale contro il Sacro Romano Impero.
Mentre Napoleone lanciava un attacco verso l'Austria attraverso il Friuli e il passo del Tarvisio, un'armata secondaria ricevette l'ordine di attraversare il Tirolo, per poi ricongiungesi col grosso delle forze nella valle della Drava.

## Storia

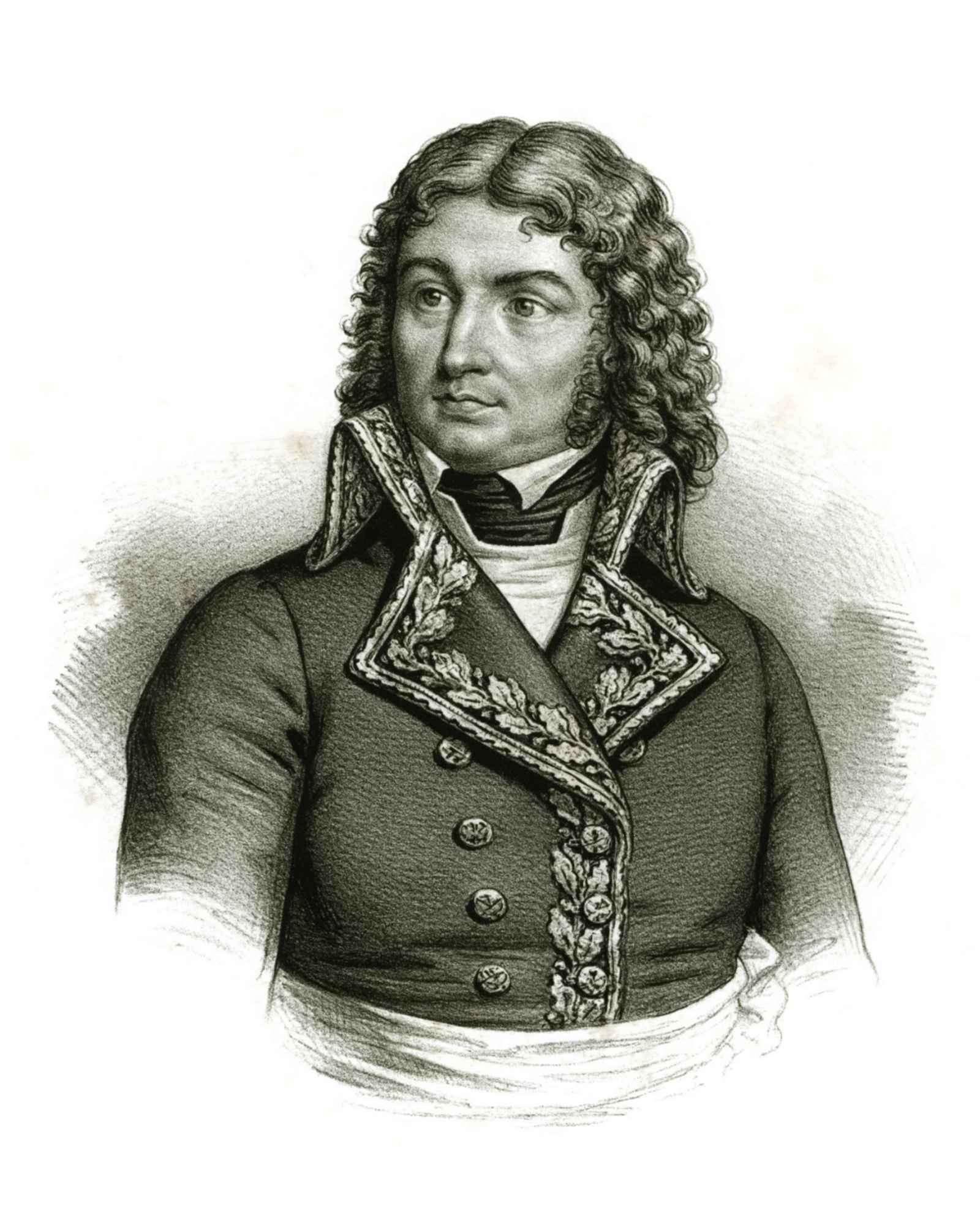
Il generale Barthélemy Catherine Joubert guidò la spedizione attraverso il Tirolo sconfiggendo ripetutamente gli avversari.

### Antefatti
Nella decisiva battaglia di Rivoli del gennaio del 1797, durante le operazioni militari della Prima coalizione, Napoleone Bonaparte aveva sbaragliato l'esercito del Sacro Romano Impero ed aveva assunto il controllo militare di tutta l'Italia, con l'eccezione del nord-est. Decise pertanto di muovere verso il Friuli e da qui portare la guerra direttamente in Austria, onde sferrare il colpo decisivo al Sacro Romano Impero. Il governo francese mise a disposizione di Napoleone la maggior parte dei rinforzi disponibili, facendo passare in subordine il teatro tedesco. I generali di divisione Jean-Baptiste Bernadotte e Antoine Guillaume Delmas furono pertanto trasferiti in Italia con le rispettive divisioni.
In Italia venne inviato il comandante supremo delle forze imperiali Arciduca Carlo, che aveva ai suoi ordini 50 000 uomini, che però erano dispersi su un vasto fronte. Bonaparte era determinato ad attaccare l'arciduca Carlo prima che le sue truppe fossero pienamente operative.
Con 60 000 uomini a disposizione Bonaparte pianificò un attacco attraverso il Friuli con due terzi delle truppe.
Il rimanente terzo fu affidato al generale Joubert, che ebbe l'ordine di attraversare la Contea del Tirolo, per poi ricongiungersi col resto delle forze nei dintorni di Villaco. In questo modo Napoleone voleva mettere al sicuro l'Italia da eventuali attacchi provenienti da Nord.
L'offensiva napoleonica cominciò in marzo. L'armata principale francese costrinse ben presto la forze dell'arciduca Carlo ad una precipitosa ritirata.

### Le forze in campo
L'armata di Joubert con 18 000 uomini si trovò a fronteggiare quella del feldmaresciallo tenente Wilhelm Lothar Maria von Kerpen forte di 12 000 uomini, suddivisi in cinque battaglioni, due reggimenti di fanteria regolari più elementi di un terzo, tre squadroni di dragoni e 5 000 miliziani (Schutzen).

### Inizio delle operazioni militari
Il primo scontro avvenne il 20 marzo a Salorno: Joubert respinse il suo avversario che perse 300 uomini fra morti e feriti, oltre a 3 500 prigionieri, perdendo da parte sua 200 uomini fra morti e feriti.
Il 21 marzo ad Egna il generale francese respinse un attacco del Maggior Generale Johann Ludwig Alexius von Loudon, che comandava una brigata composta prevalentemente da Schützen.
Nel mentre, dal 21 al 23 marzo, il grosso delle truppe napoleoniche affrontava gli austriaci nella battaglia di Tarvisio; sconfitti gli austriaci, a Napoleone si apriva la porta per entrare nel cuore dell'Austria. Lasciandosi dietro una divisione di 5 000 uomini al comando di Antoine Guillaume Delmas, onde sorvegliare le linee di rifornimento, Joubert avanzò quindi verso Chiusa dove sconfisse nuovamente von Kerpen il 22 marzo.
Gli austriaci a questo punto si ritirarono verso nord-est a Mezzaselva all'Isarco dove furono nuovamente sconfitti il 28 marzo. Questa volta dovettero arretrare fino a Vipiteno. Da qui attraverso il Brennero, i francesi minacciavano direttamente la valle dell'Inn e la capitale tirolese Innsbruck. Tuttavia, essendo ormai in atto la mobilitazione generale degli Schützen, Joubert ritenne prudente fortificarsi a Bressanone: temeva infatti di essere sopraffatto dalla pura e semplice forza dei numeri.

### Il trinceramento a Bressanone

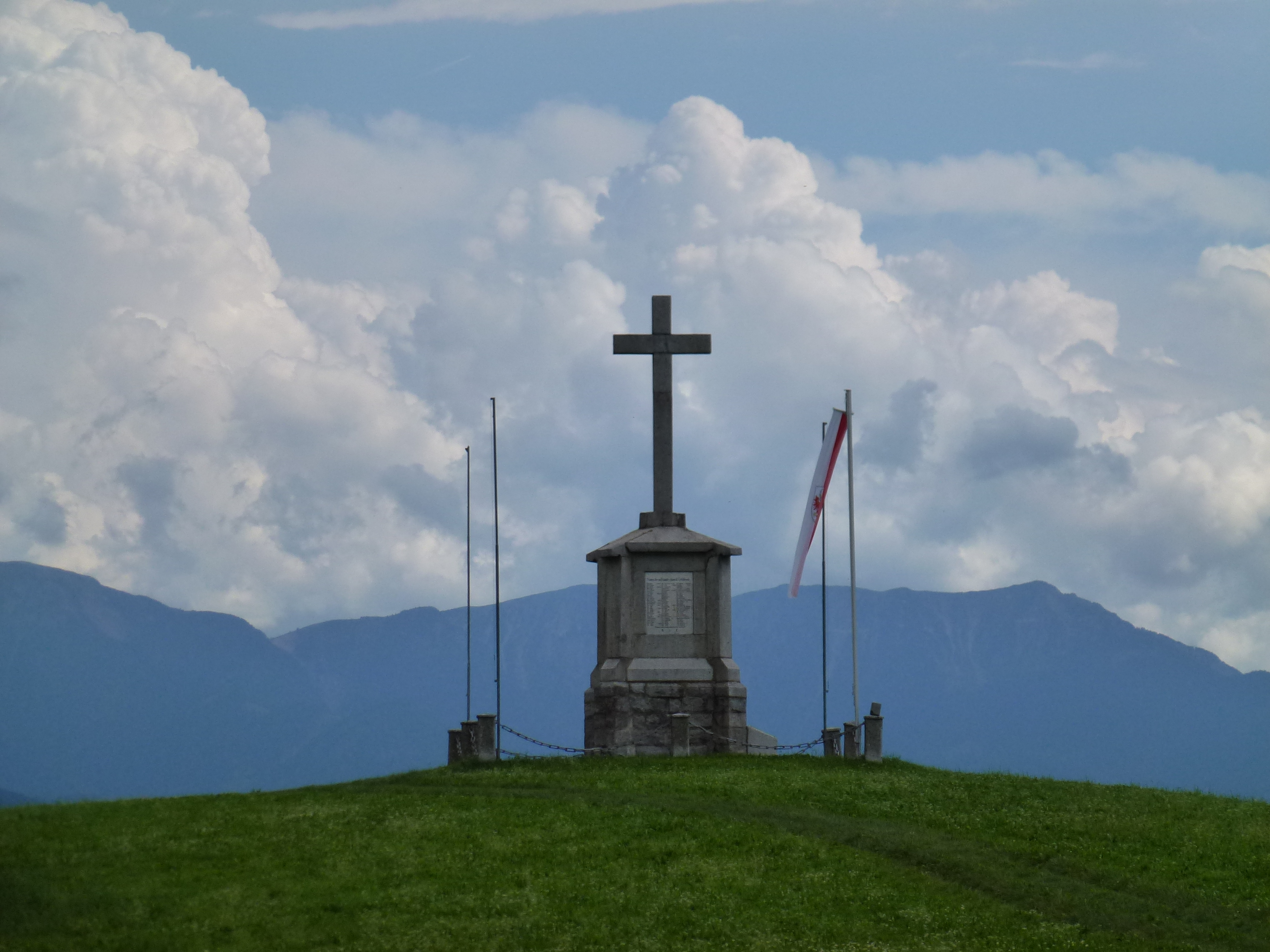
Croce commemorativa realizzata su basamento in granito in ricordo dello Scontro di Spinga del 2 aprile 1797. Pur essendo celebrato quale "vittoria tirolese" tale scontro ebbe tuttavia un esito incerto.

Il 31 marzo von Kerpen attaccò i francesi a Bressanone, ma non fu un grado di cacciarli.
Dopo aver ricevuto 12 000 uomini di rinforzo, grazie all'arrivo della brigata di Schützen di Loudon e disponendo di forze numericamente superiori gli imperiali progettarono di attaccare le forze nemiche a Bressanone e Bolzano in cinque punti contemporaneamente.
Il piano, messo in atto il 2 aprile, fallì ampiamente: in quattro punti su cinque tirolesi e gli austriaci furono respinti o non attaccarono affatto. L'eccezione fu costituita dal capitano Philipp von Wörndle che al comando delle compagnie del Tirolo Settentrionale (Sonnenburg, Rettenberg, Axams e Stubai) respinsero i francesi a Spinga, scontro che comunque si concluse con il ritiro dei tirolesi.

### Il ricongiungimento con Napoleone
Il 4 aprile, nonostante i successi ottenuti dai francesi, Delmas coi suoi 5 000 uomini, preferì ritirarsi verso Bolzano per sfuggire alla continua pressione a cui erano sottoposte le sue truppe. Il giorno successivo Joubert si mise in marcia in direzione di Villaco, marciando attraverso la val Pusteria e la valle del Gail, per raggiungere quindi il grosso delle truppe francesi, come previsto dagli ordini ricevuti. Dopo svariate schermaglie con gli Schützen, la sua colonna si riunì infine alle truppe comandate da Napoleone l'8 maggio. Malgrado il successo della sua campagna, Joubert giunse troppo tardi, in quanto il 17 aprile gli asburgici si erano rassegnati a chiedere la pace, firmando l'armistizio di Leoben. Nel corso della campagna del Tirolo si stima che le perdite francesi possano avere raggiunto gli 8 000 uomini.

## Conseguenze
Il successivo trattato di Campoformio confermò il dominio asburgico tanto sul Principato di Trento, quanto sulla Contea del Tirolo. Gli Asburgo dovettero però rinunciare alla Lombardia, ottenendo per contro il territorio della Repubblica di Venezia, che cessò di esistere.

## Mito storico
Nel corso del XIX secolo, e in particolare durante la stagione romantica e patriottica, la Spedizione del Tirolo del 1797 fu reinterpretata come un’eroica difesa popolare contro un’invasione francese, che fu vittoriosamente respinta. Tuttavia, questa narrazione non corrisponde al contesto storico reale.
Il generale Barthélemy Catherine Joubert, comandante delle truppe francesi, condusse infatti una campagna vittoriosa nel Tirolo, vincendo una lunga serie di battaglie e avanzando fino alle porte di Innsbruck. La sua missione non era tuttavia quella di occupare stabilmente il territorio, ma ricongiungersi con l’armata principale di Napoleone Bonaparte, che stava per concludere la guerra con l’Impero asburgico. La partenza delle truppe francesi dal Tirolo fu dunque parte di una manovra strategica, e non fu quindi una ritirata forzata.
L'unica azione celebrata dalla tradizione tirolese come un successo è peraltro lo Scontro di Spinga (2 aprile 1797), spesso descritto come una vittoria decisiva. Tuttavia, le fonti accademiche lo considerano uno scontro di portata marginale, uno dei diversi avvenuti nella stessa giornata, privo di impatto strategico. Alcuni siti e pubblicazioni legati alla tradizione degli Schützen tirolesi continuano ancora oggi a presentare l’evento in chiave eroica e celebrativa, enfatizzando la presunta ritirata dei francesi come frutto diretto della resistenza popolare.